# Nick Waplington
Nick Waplington (* 1965 in Aden) ist ein englischer Fotograf.

## Biografie
Waplington wurde als Sohn eines Atomwissenschaftlers geboren. Er verbrachte die Jugend mit seiner Familie an unterschiedlichen Orten, bis er 1985 zu seinem Großvater nach Nottingham, einer alten Industriestadt in den East Midlands in England zog. Bereits als Schüler fotografierte er seine unmittelbare Umgebung, seine Freunde und Nachbarn und die Stadtlandschaft von Nottingham.
Seinen ersten Fotobildband „Living Room“ veröffentlichte er 1991 bei Aperture. Hierfür verbrachte er seit 1986 viele Wochenenden in zwei Familien aus der Arbeiterklasse in Nottingham. Er nahm an deren Leben teil und dokumentierte ungeschönt das alltägliche Leben zwischen Chaos und Glück, in einer perspektivlosen Gesellschaft. „Living Room“ erfuhr in den Bildbänden Weddings, Parties, Anything eine Fortsetzung.
Von 1993 bis 2000 entstand eine Fotoreportage über die Kleinstadt „Truth or Consequences“ in New Mexico, die sich 1950 nach einer Radio- und TV-Show von Ralph Edwards nannte. Die Fotografien Waplingtons von den Alltäglichkeiten des Ortes mit dem ungewöhnlichen Namen und seiner umgebenden Landschaft, sind gleichzeitig Zitat und Hommage an die berühmten Fotografen des amerikanischen Alltagslebens Walker Evans, Edward Weston, Robert Frank oder William Eggleston „... Entstanden ist so ein Werk, das zwischen Provinz und Privatheit wechselt, zwischen fremdem Blick und eigener Wahrnehmung - ein Werk des Übergangs und ein großer Fotoessay über die Tiefenschichten unseres Bilderreservoirs.“ Die Reportage ist in dem Bildband „Nick Waplington, Truth or Consequences“ dokumentiert.
Von 2008 bis 2010 sowie in den Jahren 2012 und 2013 hielt sich Nick Waplington in Israel auf. Er fotografierte über 350 jüdische Siedlungen in der West Bank und porträtierte Siedlerfamilien, insbesondere aus Großbritannien, Kanada, Südafrika, Australien, den USA und der ehemaligen Sowjetunion eingewanderte. Mit der daraus entstandenen Arbeit Settlement ist er Teil des von Frédéric Brenner initiierten Ausstellungsprojekts This Place von zwölf international bedeutenden Fotografinnen und Fotografen über die Komplexität Israels und der West Bank. Beteiligt waren neben Waplington und Brenner selbst Wendy Ewald (USA), Martin Kollar (Slowakei), Josef Koudelka (Tschechien), Jungjin Lee (Südkorea), Gilles Peress (Frankreich), Fazal Sheikh (USA), Stephen Shore (USA), Rosalind Solomon (USA), Thomas Struth (Deutschland) und Jeff Wall (Kanada). This Place war zwischen 2014 und 2016 im Dox – Zentrum für zeitgenössische Kunst in Prag zu sehen, im Tel Aviv Museum of Art, dem Norton Museum of Art in West Palm Beach/Florida und im Brooklyn Museum.
1990 erhielt Nick Waplington den European Kodak Award und 1993 den ICP Young Photographer Award des International Center of Photography, New York. 2001 nahm er an der 49. Biennale Venedig teil.

## Bibliografie (Auswahl)
- Living Room. Zweitausendeins, Berlin, 1991 (Texte von Richard Avedon und John Berger)
- Other Edens. Aperture, New York 1994
- The Wedding. Aperture, New York 1996 (Fortsetzung der Livingroom Serie, Text von Irvine Welsh)
- Safety In Numbers. Booth Clibborn Editions, London 1997 (Text von Marc Sanders)
- The Indecisive Momento. Booth Clibborn Editions, London 1998 (Text von Marc Sanders)
- Truth or Consequences A Personal History of American Photography from the Last Century. Phaidon, London 2001 (Text von John Slyce)
- You Love Life. Trolley, London 2005, ISBN 978-1-904563-42-6
- Double Dactyl. Trolley, London 2007, ISBN 978-1-904563-67-9
- Learn how to Die the Easy Way. Trolley, London, ISBN 978-0-9542079-7-7
- Alexander McQueen: Working Process. Damiani, 2013, ISBN 978-88-6208-295-2
- The Patriarch's Wardrobe. PAMBook, Melbourne 2012, ISBN 978-0-9803696-6-3
- Settlement. Mack, 2014, ISBN 978-1-907946-52-3
- Made Glorious Summer. Powershovel, Tokyo 2014, ISBN 978-4-9902101-7-5
- We Live As We Dream: Alone. Mörel, London 2015, ISBN 978-1-907071-50-8
- The Isaac Mizrahi Pictures: New York City 1989–1993. Damiani, 2016, ISBN 978-88-6208-451-2

## Einzelausstellungen (Auswahl)
- 1990 Pomeroy Purdy Gallery, London
- 1990 „Living Room“, The Photographers’ Gallery, London
- 1991 Burden Gallery, New York (auch 1997)
- 1992 „Living Room“ und „Circles of Civilization“, Philadelphia Museum of Art, Philadelphia
- 1993 Museum für Photographie, Braunschweig
- 1993 Royal Photographic Society, Bath
- 1994 „Other Edens“, The Photographers’ Gallery, London
- 1995 Billed Huset, Kopenhagen
- 1996 „Weddings, Parties, Anything“. National Museum of Photography, Film & Television, Bradford (Eng)
- 1996 Cambridge Darkroom Gallery, Cambridge
- 1999 Holly Solomon Gallery, New York
- 1999 Dorothée De Pauw Gallery, Brussels
- 2000 „Crimes and Suicides“, Palazzo Ferretto Rebecca Container Gallery, Genoa
- 2002 Dorothée De Pauw Gallery, Brussels
- 2003 Museum 52, London (auch 2004 und „Wax and Wayne“, 2006)
- 2005 „You love Life“, Roebling Hall, New York (auch Trolley Books, London)
- 2007 „You Are Only What You See“ und „Double Dactyl“, Whitechapel Art Gallery, London[7]
- 2010 „The Journey to the Seventh Heaven“, The Spaceship, Tel Aviv
- 2011 „Long Way Back to Nowhere“, See Studio, London
- 2013 „Surf Riot“,  Little Big Man Gallery, San Francisco
- 2014 „Good Man’s Grave is his Sabbath“, Little Big Man Gallery, Los Angeles
- 2015 „Alexander McQueen - Working Process“, Tate Britain, London
- 2016 Isaac Mizrahi Project, The Jewish Museum, New York

## Werke in öffentlichen Sammlungen (Auswahl)
- Solomon R. Guggenheim Museum, New York, USA
- Museum of Modern Art, New York, USA
- The British Council, London, UK
- National Gallery (Australien), Sydney, Australien
- Philadelphia Museum of Art, USA
- The Royal Photographic Society, Bath, UK
- Government Art Collection. London
- Victoria and Albert Museum, London